# Diferencial (infinitesimal)
O termo diferencial é usado em cálculo para referenciar a uma mudança infinitesimal (infinitamente pequena) em alguma quantidade variando. Por exemplo, se x é uma variável, então uma mudança no valor de x é frequentemente denotada Δx (pronunciado delta x). O diferencial dx representa uma mudança infinitamente pequena na variável x. A ideia de uma mudança infinitamente pequena ou infinitamente lenta é extremamente útil intuitivamente, e existem algumas maneiras de fazer a noção matematicamente precisa.
Usando o cálculo é possível relacionar as mudanças infinitamente pequenas de várias variáveis a cada outra matematicamente usando derivadas. Se y é uma função de x, então o diferencial dy de y é relacionado a dx pela fórmula
{\displaystyle \mathrm {d} y={\frac {\mathrm {d} y}{\mathrm {d} x}}\,\mathrm {d} x,\,}
onde dy/dx denota a derivada de y em relação a x. Esta fórmula sumariza a ideia intuitiva de que a derivada de de y em relação a x é o limite da razão das diferenças Δy/Δx quando Δx se torna infinitesimal.
Existem diversas abordagens para tornar a noção de diferenciais matematicamente precisa.
1. Diferenciais como transformações lineares. Esta abordagem é a base da definição de derivada total e da derivada exterior em geometria diferencial.[1]
2. Diferenciais como elementos nilpotentes de anéis comutativos. Esta abordagem é popular em geometria algébrica.[2]
3. Diferenciais em modelos contínuos da teoria dos conjuntos. Esta abordagem é conhecida como geometria diferencial sintética ou análise infinitesimal contínua sendo intimamente relacionada com a abordagem algébrica geométrica, com exceção de que ideias da topos são usadas para ocultar o mecanismo pelo qual infinitesimais nilpotentes são introduzidos.[3]
4. Diferenciais como infinitesimais em sistemas de números hiper-reais, que são extensões dos números reais que contém infinitesimais inversíveis e números largamente infinitos. Esta é a abordagem da análise não padronizada do pioneiro Abraham Robinson.[4]

Estas abordagens são muito distintas umas das outras, mas tem em comum a ideia de ser quantitativa, ou seja, dizendo não apenas que um diferencial é infinitamente pequeno, mas quão pequeno ele é.